# Lupinus regnellianus
Lupinus regnellianus är en ärtväxtart som beskrevs av Charles Piper Smith. Lupinus regnellianus ingår i släktet lupiner, och familjen ärtväxter. Inga underarter finns listade i Catalogue of Life.